# تخت‌گاز (مجموعه تلویزیونی ۲۰۰۲)
تخت گاز (به انگلیسی: Top Gear) نام یک برنامهٔ تلویزیونی شبکه بی‌بی‌سی در زمینه وسیله‌های نقلیه و به‌طور خاص خودرو است و تاکنون برنده جایزه امی و بفتا شده‌است. این برنامه برای نخستین بار در سال ۱۹۷۷ پخش شد. پس از انجام تغییراتی در آن، در سال ۲۰۰۲ بی‌بی‌سی تولید و پخش آن را به سبک جدیدی آغاز کرد به طوری که در کنار ارزیابی امکانات و توانایی خودروها، برنامه دارای بار طنزآمیز و سرگرم‌کننده نیز هست. این برنامه دارای بیش از ۳۵۰ میلیون نفر بیننده در سراسر جهان است. به گواه کتاب رکوردهای جهانی گینس در سال ۲۰۱۳ این برنامه «پربیننده‌ترین برنامهٔ تلویزیونی جهان» است و تا به حال در ۱۹۹ کشور پخش شده‌است. تخت گاز بعد از درگیری تهیه کننده و جرمی کلارکسون به گفته بی بی سی برای همیشه تعطیل شده است.
سری جدید برنامه از شبکه ۲ تلویزیون بی‌بی‌سی در بریتانیا پخش می‌شود. از فصل چهاردهم برنامه از بی‌بی‌سی اچ دی هم پخش می‌شود. همچنین در آمریکا از طریق سیستم تلویزیون کابلی از بی‌بی‌سی آمریکا و در آمریکای جنوبی در بی‌بی‌سی سرگرمی و همچنین در اروپا از طریق بی‌بی‌سی دانش تخت گاز قابل تماشا است.
سری نوزدهم برنامه برای اولین بار در ۲۷ ژانویه ۲۰۱۳ از بی‌بی‌سی دو اچ دی پخش شد. تا کنون ۲۲ فصل از این برنامه به نمایش درآمده است.
مجریان اصلی این برنامه عبارتند از جرمی کلارکسون ، ریچارد هموند، جیمز می و یک رانندهٔ آزمایشگر که با نام استیگ شناخته  البته به گفتهٔ تونی هال، مدیر کل بی‌بی‌سی، قرارداد جرمی کلارکسون در سال ۲۰۱۵ به دلیل ضرب و شتم با تهیه‌کننده این برنامه دیگر تمدید نخواهد شد.
تخت گاز برای اولین بار از شبکه بی‌بی‌سی فارسی به صورت دوبله با زبان فارسی شروع به پخش کرد. بعد از استقبال از برنامه تخت گاز در بی‌بی‌سی فارسی صدا و سیما نیز به پخش آن پرداخت.
برنامه دیگری با نام گرند تور با ساختاری شبیه همين برنامه توسط شرکت آمازون ساخته شده است.

## تاریخچه
تولید و پخش تخت گاز در سال ۱۹۷۷ به عنوان یک برنامه ساده اتومبیلرانی توسط یکی از شبکه‌های محلی تلویزیون بی‌بی‌سی آغاز شد.
از سال ۱۹۷۸ به تولیدات تلویزیون مرکزی بی‌بی‌سی پیوست و مجریان جدید و سرشناس تری به آن افزوده شدند.
در سال ۱۹۸۸ با پیوستن جرمی کلارکسون که ستون‌نویس جوان مجله کارکرد خودرو بود، شیوه اجرا و پرداخت این برنامه جسورانه و جذاب تر شد و تعداد تماشاچیان آن به مرور از چند صدهزار به شش میلیون نفر رسید.
در سال ۱۹۹۸ جرمی کلارکسون پس از چند ماجرای بحث‌برانگیز این برنامه را ترک کرد که باعث شد بینندگان آن کاهش یابد و در سال ۲۰۰۱ پس از آنکه برندن کوگان مجری جدید آن به رانندگی در حال مستی متهم شد، پخش تخت گاز متوقف شد.
در سال ۲۰۰۲ جرمی کلارکسون و یکی از تهیه کنندگان سابق این برنامه به بی‌بی‌سی بازگشتند و فصل جدیدی از تولید و پخش تخت گاز شروع شد.

شیوه‌های مدرن و مهیج تولید، استفاده از پیست‌های اتومبیلرانی و افزودن یک راننده حرفه‌ای اسرار آمیز به نام استیگ که در هر قسمت اتومبیل‌های جدیدی را آزمایش می‌کرد، باعث شد که تخت گاز به یکی از موفق‌ترین و پر بیننده‌ترین برنامه‌های تلویزیونی جهان بدل شود.
در سال ۲۰۱۳ مؤسسه رکوردهای جهانی گینس اعلام کرد که تخت گاز پربیننده‌ترین برنامه تلویزیونی جهان است که در بیش از ۲۰۰ کشور جهان پخش می‌شود.
در اکتبر ۲۰۱۴ جرمی کلارکسون گفت که مقامات دولتی آرژانتین او را از آن کشوربیرون کردند.

در مارس ۲۰۱۵ بی‌بی‌سی همکاری با جرمی کلارکسون را به دلیل «درگیری با تهیه‌کننده برنامه» به‌طور موقت به حال تعلیق درآمد.

## آمارهایی در مورد تخت گاز
آخرین آمارها نشان می‌دهند که برنامه تخت گاز در سراسر جهان حدود ۳۵۰ میلیون بیننده دارد.

از سال ۲۰۰۲ و شروع فصل جدید این برنامه تاکنون بیش از ۱۷۰ قسمت از آن تولید و پخش شده‌است.

این برنامه روی شبکه یوتیوب حدود سه میلیون مشترک دارد.

تیراژ مجله تخت گاز در سطح جهان حدود ۱٫۷ میلیون نسخه است.
در سال ۲۰۱۳ مؤسسه رکوردهای جهانی گینس اعلام کرد که تخت گاز پربیننده‌ترین برنامه تلویزیونی جهان است که در بیش از ۲۰۰ کشور جهان پخش می‌شود.

## برنامه‌های ویژه

### برنامه ویژه بولیوی
در قسمت ۶ از فصل ۱۴ سه مجری برنامه در کنار جنگل‌های آمازون در کشور بولیوی سفر ماجرایی خود را آغاز می‌کنند. چالشی مبنی بر عبور از آمریکای جنوبی و رسیدن به اقیانوس آرام به آن‌ها داده می‌شود. برای انجام این چالش آن‌ها به سه ماشین دست دوم و ارزان قیمت چهارچرخ متحرک نیز مجهزاند. مجریان برنامه در طول مسیر باید از بیابان آتاکاما و کوه‌های بلند آند گذر کنند.

### برنامه ویژه خاورمیانه
در قسمت صفر از فصل ۱۶ سه مجری برنامه در سفری به مقصد بیت لحم از کشورهای خاورمیانه از جمله عراق، سوریه و اسرائیل عبور کردند. در ابتدا قرار بود تیم تخت گاز از ایران نیز عبور کند اما با رسیدن به مرز (اطراف کرمانشاه) و مخالفت مقامات به ورود آن‌ها ورودشان به ایران لغو شد. دلیل مخالفت وابسته بودن برنامه تخت گاز به بی‌بی‌سی بوده‌است.

### برنامه ویژه هند
قسمت ۷ فصل ۱۷ برنامه به سفر مجری‌های تخت گاز به هندوستان می‌پردازد. در این برنامه آن‌ها برای بازاریابی نمادین برای کالاهایی بریتانیا به یک سفر از بمبئی تا شمال هندوستان جایی که رشته کوه‌های هیمالیا شروع می‌شود، می‌روند.

### برنامه ویژه آفریقا
در قسمت ۶ و ۷ از فصل ۱۹ سه مجری برنامه به همراه تیم تخت گاز به آفریقا رفتند تا سرچشمه اصلی رود نیل را پیدا کنند. در این برنامه ویژه این سه نفر از کشورهایی همچون رواندا و تانزانیا گذر کردند.

### برنامه ویژه برمه
در قسمت ۶ و ۷ از فصل ۲۱ سه مجری به همراه تیم تخت گاز سفری را در برمه (میانمار) با سه کامیون قدیمی آغاز می‌کنند تا در نهایت پس از طی مسافت ۱۲۰۰ مایلی پلی بر روی رود کاین بسازند که قادر باشد وزن کامیون‌های آنان را تحمل کند.

## استیگ

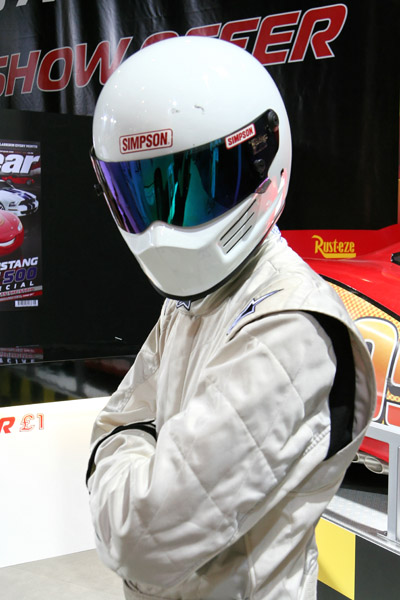
استیگ

از ابتدای شروع تخت گاز تا کنون چهار راننده مختلف در نقش استیگ قرار داشتند. استیگ اول سیاه‌پوش بود و استیگ دوم و سوم سفیدپوش هستند. استیگ اول از برنامه خارج شد و استیگ دوم زمانی که در زندگی‌نامه‌اش هویت خود را به عنوان بن کالینز مشخص کرد از برنامه اخراج شد. مایکل شوماخر در مصاحبه‌ای جنجالی با جرمی کلارکسون به عنوان استیگ سوم معرفی شد. در نهایت فلیپ ماسا راننده برزیلی در پبج شخصی خود در فیسبوک خود را استیگ جدید تخت گاز معرفی کرد.

## اخراججرمی کلارکسون

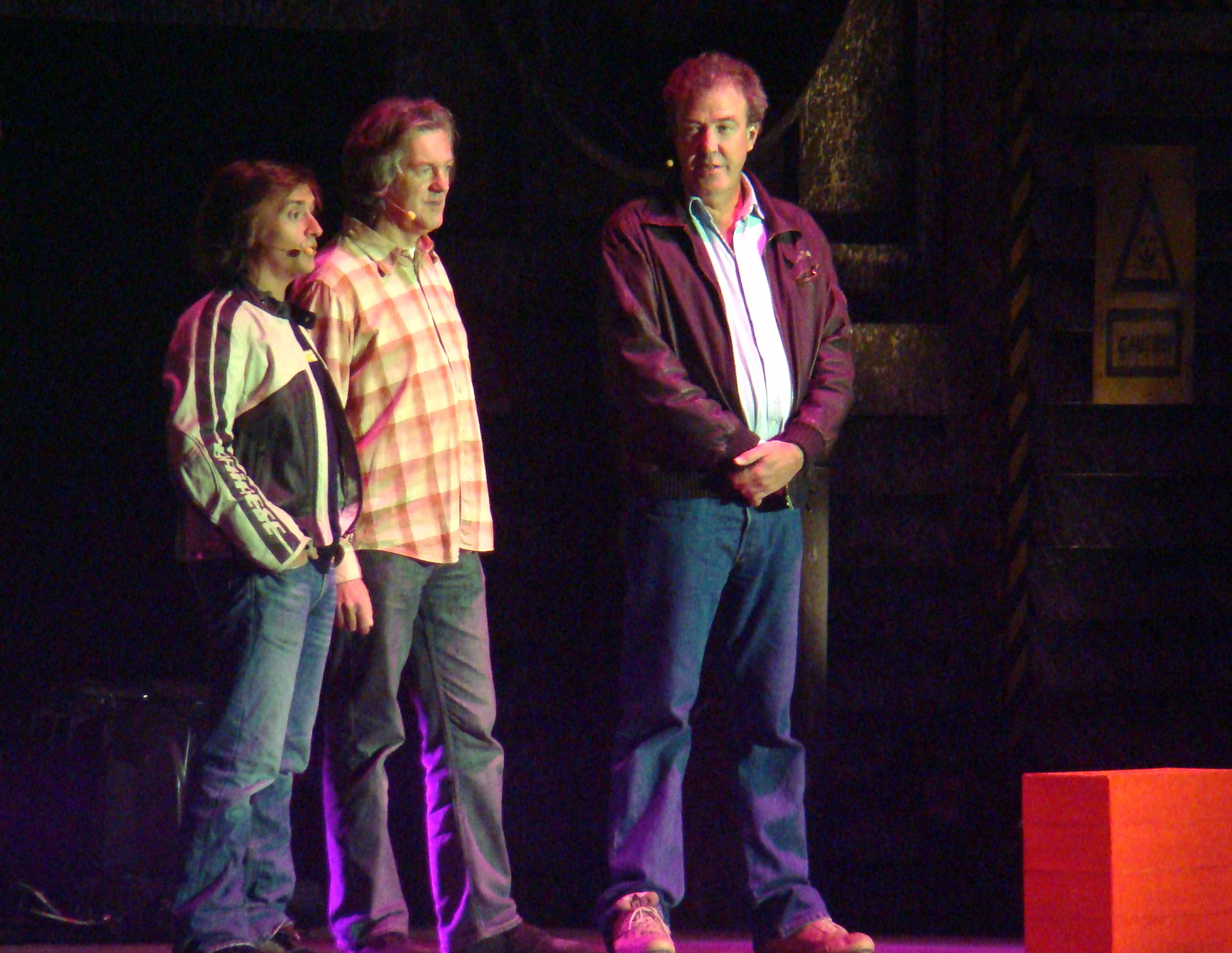
جرمی کلارکسون، مجری برنامه تاپ‌گیر، در کنار دو مجری دیگر این برنامه، جیمز می و ریچارد هموند (از راست به چپ)

در روز چهارم مارس ۲۰۱۵ در هتلی در یورکشایر در شمال انگلستان مشاجره‌ای بین جرمی کلارکسون و اوشن تایمون، تهیه‌کننده تخت‌گاز، آغاز شد. ظاهراً موضوع مشاجره بر سر این مسئله آغاز شد که غذای گرم برای گروه تهیه نشده بود. مشاجره منجر به حمله فیزیکی آقای کلارکسون به اوشن تایمون شد و حملات لفظی آقای کلارکسون که شامل تهدید به اخراج آقای تایمون بوده، در جریان حمله فیزیکی و پس از آن ادامه داشت.
جرمی کلارکسون در روزهای پس از این واقعه در چند مورد از طریق ایمیل، پیامک تلفنی و همچنین به شکل حضوری از آقای تایمون عذرخواهی کرده بود. اما تونی هال، مدیرکل بی‌بی‌سی اعلام کرد که قرارداد جرمی کلارکسون، مجری اصلی برنامه تلویزیونی تخت‌گاز (تاپ‌گیر) تمدید نخواهد شد.

## قسمت‌ها
| سری‌ها | سری‌ها | قسمت‌ها | پخش اصلی       | پخش اصلی       | میانگین بیندگان بریتانیایی (به میلیون نفر) |
| سری‌ها | سری‌ها | قسمت‌ها | آغاز سری       | پایان سری      | میانگین بیندگان بریتانیایی (به میلیون نفر) |
| ----- | ----- | ------ | -------------- | -------------- | ------------------------------------------ |
|       | ۱     | ۱۰     | ۲۰ اکتبر ۲۰۰۲  | ۲۹ دسامبر ۲۰۰۲ | ۳٫۴۰                                       |
|       | ۲     | ۱۰     | ۱۱ مه ۲۰۰۳     | ۲۰ ژوئیه ۲۰۰۳  | ۳٫۱۹                                       |
|       | ۳     | ۹      | ۲۶ اکتبر ۲۰۰۳  | ۲۸ دسامبر ۲۰۰۳ | ۴٫۰۳                                       |
|       | ۴     | ۱۰     | ۹ مه ۲۰۰۴      | ۱ اوت ۲۰۰۴     | ۳٫۴۸                                       |
|       | ۵     | ۹      | ۲۴ اکتبر ۲۰۰۴  | ۲۶ دسامبر ۲۰۰۴ | ۴٫۱۵                                       |
|       | ۶     | ۱۱     | ۲۲ مه ۲۰۰۵     | ۷ اوت ۲۰۰۵     | ۴٫۲۱                                       |
|       | ۷     | ۷      | ۱۳ نوامبر ۲۰۰۵ | ۱۲ فوریه ۲۰۰۶  | ۴٫۶۱                                       |
|       | ۸     | ۸      | ۷ مه ۲۰۰۶      | ۳۰ ژوئیه ۲۰۰۶  | ۴٫۴۵                                       |
|       | ۹     | ۶      | ۲۸ ژانویه ۲۰۰۷ | ۴ مارس ۲۰۰۷    | ۷٫۴۵                                       |
|       | ۱۰    | ۱۰     | ۷ اکتبر ۲۰۰۷   | ۲۳ دسامبر ۲۰۰۷ | ۷٫۰۰                                       |
|       | ۱۱    | ۶      | ۲۲ ژوئن ۲۰۰۸   | ۲۷ ژوئیه ۲۰۰۸  | ۵٫۹۴                                       |
|       | ۱۲    | ۸      | ۲ نوامبر ۲۰۰۸  | ۲۸ دسامبر ۲۰۰۸ | ۷٫۳۲                                       |
|       | ۱۳    | ۷      | ۲۱ ژوئن ۲۰۰۹   | ۲ اوت ۲۰۰۹     | ۷٫۱۷                                       |
|       | ۱۴    | ۷      | ۱۵ نوامبر ۲۰۰۹ | ۳ ژانویه ۲۰۱۰  | ۶٫۳۲                                       |
|       | ۱۵    | ۶      | ۲۷ ژوئن ۲۰۱۰   | ۱ اوت ۲۰۱۰     | ۵٫۷۶                                       |
|       | ۱۶    | ۸      | ۲۱ دسامبر ۲۰۱۰ | ۲۷ فوریه ۲۰۱۱  | ۶٫۳۳                                       |
|       | ۱۷    | ۶      | ۲۶ ژوئن ۲۰۱۱   | ۳۱ ژوئیه ۲۰۱۱  | ۵٫۳۸                                       |
|       | ۱۸    | ۸      | ۲۸ دسامبر ۲۰۱۱ | ۱۱ مارس ۲۰۱۲   | ۵٫۱۱                                       |
|       | ۱۹    | ۷      | ۲۷ ژانویه ۲۰۱۳ | ۱۰ مارس ۲۰۱۳   | ۵٫۱۷                                       |
|       | ۲۰    | ۶      | ۳۰ ژوئن ۲۰۱۳   | ۴ اوت ۲۰۱۳     | ۵٫۳۱                                       |
|       | ۲۱    | ۷      | ۲ فوریه ۲۰۱۴   | ۱۶ مارس ۲۰۱۴   | ۶٫۴۹                                       |
|       | ۲۲    | ۱۰     | ۲۷ دسامبر ۲۰۱۴ | ۲۸ ژوئن ۲۰۱۵   | ۶٫۴۴                                       |
|       | ۲۳    | ۶      | ۲۹ مه ۲۰۱۶     | ۳ ژوئیه ۲۰۱۶   | ۳٫۸۹                                       |
|       | ۲۴    | ۷      | ۵ مارس ۲۰۱۷    | ۲۳ آوریل ۲۰۱۷  | ۳٫۱۵                                       |
|       | ۲۵    | ۶      | ۲۵ فوریه ۲۰۱۸  | ۱ آوریل ۲۰۱۸   | ۳٫۱۱                                       |
|       | ۲۶    | ۵      | ۱۷ فوریه ۲۰۱۹  | ۱۷ مارس ۲۰۱۹   | ۲٫۳۵                                       |
|       | ۲۷    | ۵      | ۱۶ ژوئن ۲۰۱۹   | ۱۴ ژوئیه ۲۰۱۹  | ۴٫۴۶                                       |
|       | ۲۸    | ۷      | ۲۹ دسامبر ۲۰۱۹ | ۱ مارس ۲۰۲۰    | ۴٫۷۶                                       |
|       | ۲۹    | ۵      | ۴ اکتبر ۲۰۲۰   | ۱ نوامبر ۲۰۲۰  | ۵٫۶۸                                       |
|       | ۳۰    | ۴      | ۱۴ مارس ۲۰۲۱   | ۴ آوریل ۲۰۲۱   | ۶٫۴۲                                       |
|       | ۳۱    | ۶      | ۱۴ نوامبر ۲۰۲۱ | ۲۴ دسامبر ۲۰۲۱ | ۵٫۷۲                                       |
|       | ۳۲    | ۵      | ۵ ژوئن ۲۰۲۲    | ۳ ژوئیه ۲۰۲۲   | ۳٫۹۳                                       |
|       | ۳۳    | ۵      | ۳۰ اکتبر ۲۰۲۲  | ۱۸ دسامبر ۲۰۲۲ | ۴٫۳۹                                       |